# Vintondale
Vintondale és una població dels Estats Units a l'estat de Pennsilvània. Segons el cens del 2000 tenia 528 habitants.

## Demografia
Segons el cens del 2000, Vintondale tenia 528 habitants, 210 habitatges, i 145 famílies. La densitat de població era de 443,2 habitants/km².
Dels 210 habitatges en un 29% hi vivien nens de menys de 18 anys, en un 54,8% hi vivien parelles casades, en un 11% dones solteres, i en un 30,5% no eren unitats familiars. En el 26,7% dels habitatges hi vivien persones soles el 21% de les quals corresponia a persones de 65 anys o més que vivien soles. El nombre mitjà de persones vivint en cada habitatge era de 2,51 i el nombre mitjà de persones que vivien en cada família era de 3,04.
Per edats la població es repartia de la següent manera: un 22,3% tenia menys de 18 anys, un 7% entre 18 i 24, un 24,8% entre 25 i 44, un 24,1% de 45 a 60 i un 21,8% 65 anys o més.
L'edat mediana era de 42 anys. Per cada 100 dones de 18 o més anys hi havia 96,2 homes.
La renda mediana per habitatge era de 22.386$ i la renda mediana per família de 34.688$. Els homes tenien una renda mediana de 25.000$ mentre que les dones 11.908$. La renda per capita de la població era de 11.689$. Entorn del 9,4% de les famílies i el 8,6% de la població estaven per davall del llindar de pobresa.

## Poblacions més properes
El següent diagrama mostra les poblacions més properes.